# Scampolo
A Scampolo egy magyar rockegyüttes volt 1961 és 1981 között.

## Története
A Scampolo volt az első olyan magyar amatőr beatzenekar, amely rock and rollt játszott. 1961-ben jött létre, megalakítói a Földmunkagép Vállalatnál dolgozó fiatalok voltak (Atkári Lajos, gitár, Faragó „Judy” István, dob, Markója József, szaxofon, Selmeczi Sándor, basszusgitár, Varga Tibor orgona). Leggyakrabban a Vigyázó Ferenc utcai kultúrteremben léptek fel. Az együttes a Tacskó című 1958-as nyugat-német filmvígjáték eredeti címe után vette fel a Scampolo nevet.
1962-ben a felállás a következő volt: Komár László ének, Faragó „Judy” István gitár, Atkári Lajos ritmusgitár, Tihanyi Gyula dob, Varga Tibor billentyűsök. Ekkoriban főként Elvis Presley, a Shadows, Cliff Richard és Carl Perkins számait adták elő. Többször énekelt a zenekarban Zalatnay Sarolta.
1964 őszén Judy katonai szolgálatra vonult be, ekkor Harmath Laci lett a szólógitáros. A basszusgitáros helyre Mihály Tamás került, aki később az Omega zenekar tagja lett. Ebben az időben távozott még Komár Laci és Zalatnay Sarolta is. Helyükre Kürtösi Gyuri és Ádám Kati érkeztek, akik teljesen beleillettek a zenekarba. A cserélődések miatt semmilyen törés nem volt észlelhető, mivel ugyanúgy sikeres volt, mint az előző időszakban. Azt az igazi rongylábú Rockandrolt senkinek sem sikerült leutánozni, sem zeneileg, sem hangulati hatások tekintetében.
1966-tól 1970-ig Danyi Attila volt a zenekarvezető. Az együttesben játszottak még: Presser Gábor, Rosenberg Tamás, Selmeci László, Varga László, Szidor László, Rédey Gábor és Veszelinov András.
Tihanyi Gyula volt a dobos, de 1966-1968 között katonai szolgálatra bevonult a Petőfi laktanyába.
1969 őszén Merczel András lett az új dobos, aki 1970-től 1981-ig volt a zenekar vezetője, melybe hamarosan Faragó „Judy” is visszatért. 1970 és 1974 között Bontovics Kati erősítette az együttest, aki főként Aretha Franklin, Dionne Warwick és Julie Driscoll dalait énekelte.
Egyéb tagok, akik még játszottak a Scampoloban: Horváth Károly, Bíró György (ének), Horváth László, Kiss Jenő (gitár), Jencsók Antal, Kiss Zoltán, Vigyázó László, Kéri János (basszusgitár), Mázsi József (szaxofon), Palánkai Ferenc (billentyűs hangszerek), Buronyi Sándor (gitár), Gyurkovszky György (szaxofon, fuvola), Küronya Miklós (basszusgitár), Biatosinszky Tibor (billentyűs hangszerek), Varjasi Tamás (basszusgitár).
1981-ben oszlottak fel.

## Lemezeik

### Nagylemez
- Under The Rainbow (Moiras 009, 2009)

### Kislemezek
- Maradj egy percig / Ne írjon fel, rendőr bácsi! (1967)
- Tudom, hogy más kell / Levegőben (Pepita SP 939, 1972)